# Medalla de la Resistència
La Medalla de la Resistència (francès:Médaille de la Résistance) és una medalla francesa instituïda el 9 de febrer de 1943 creada pel General Charles de Gaulle.
Era atorgada a les persones o col·lectivitats franceses que:
- Hagin pres una part especialment activa després del 18 de juny de 1940 a la Resistència contra els invasors de l'Eix o els seus còmplices sobre el territori nacional o en territori rellevant de la sobirania francesa
- Hagin pres part efectiva i important a la reunió de territoris francesos a la França combatent o hagin rendit serveis assenyalats dins l'esforç de guerra en aquests territoris
- Hagin tingut un paper eminent a l'estranger dins la propaganda i l'acció d'organitzacions destinades a agrupar i a sostenir l'esforç de la Resistència
- Hagin reunit tropes, navilis o avions en condicions excepcionals de dificultats o perills
- S'hagin unit a les Forces Franceses Lliures en condicions particularment perilloses o meritòries

## Història
Les accions de la Resistència van tenir ressò a Londres, i el Comitè Nacional Francès, mitjançant l'ordenança del 9 de febrer de 1943, va crear-la per destinar-la a reconèixer les accions remarcables de fe i coratge dels qui, a França, a l'Imperi o a l'estranger, hagi contribuït a la resistència del poble francès contra l'enemic o els seus còmplices després del 18 de juny de 1940.
Va ser dissenyada pel capità Mella, de les Forces Franceses Lliures
Era concedida pel General de Gaulle, després de la proposta d'un comissari nacional i amb l'aprovació d'una comissió de quatre membres, nomenats pel Cap de la França Combatent.
El projecte de la medalla va ser sotmès a l'aprovació del General de Gaulle, i els primers exemplars van ser fabricats a Londres per J.G. Gaunt & Son.
L'ordenança de 2 de novembre de 1945 creà el títol d'Oficial de la Resistència, sent-li atorgada la medalla amb roseta.
La concessió de la Medalla a un militar per un acte de resistència en territori ocupat o controlat per l'enemic comporta el benefici de campanya doble (ordenança de 7 de gener de 1944).
Els titulars que siguin trobats culpables de tot acte contrari a l'honor o la probitat, comès després de l'atribució de la medalla o anteriorment (però descobert ulteriorment), poden veure's desposseïts de la medalla.
Cinquanta-cinc medalles, quinze amb roseta, van ser concedides a col·lectivitats.
D'acord amb l'ordenança del 2 de novembre de 1945 es pot atorgar a títol excepcional i retroactiu als estrangers que es distingissin en l'acompliment dels mateixos actes.
No pot ser atorgada després de l'1 d'abril de 1947, llevat dels Deportats i Internats per fet de la Resistència (decret de 23 de setembre de 1950), els altres membres de la Resistència i el personal de les Forces de la França Lliure morts per França (decret de 28 de juny de 1962), a qui se'ls atorgà a títol pòstum (prologat fins al 31 de desembre de 1947 per les accions de resistència a Indoxina, decret de 30 de desembre de 1947).
La Cancelleria de l'Orde de l'Alliberament és l'encarregada de l'administració dels serveis de la Medalla de la Resistència.
Es va atorgar unes 64.000 vegades, amb 20.000 a títol pòstum.

## Disseny
Una medalla de bronze, de 37mm de diàmetre.
A l'anvers, un buit amb la Creu de Lorena amb la data "XVIII-VI-MCMXL" (18 de juny de 1940); i al revers, apareix la inscripció PATRIA NON IMMEMOR (La Pàtria n'oblida pas).
Penja d'una cinta negra travessada verticalment per 6 franges vermelles: dos laterals de 3mm d'ample, 2 al mig d'1 separades per 2mm i 2 intermèdies d'1mm separades de les del mig per 6mm.
La roseta fa 28mm de diàmetre.
Al primer model, fabricat a Londres, la inscripció estava escrit en petites lletres dretes, però cap al 1950, es van modificar a uns caràcters majors i en itàlica.